# Liste des épisodes des Arnaqueurs VIP

Cette page présente la liste des épisodes de la série télévisée britannique Les Arnaqueurs VIP (Hustle).

## Première saison (2004)
1. Le Grand Jeu (The Con is On)
2. L'Ultime Razzia (Faking It)[1]
3. L'Art et la manière (Picture Perfect)
4. … Échec et mat (Cops and Robbers)
5. Ce que femme veut… (A Touch of Class)
6. Le Dernier Pari (The Last Gamble)

## Deuxième saison (2005)
1. Une vraie mine d'or (Gold Mine)
2. Tel père, tel fils (Confessions)
3. Une question de principe (The Lesson)
4. Une copie presque conforme (Missions)
5. Les Rois du poker (Old Acquaintance)
6. Les Joyaux de la couronne (Eye of the Beholder)

## Troisième saison (2006)
1. L'as du rap (Be My Eminem)
2. Le combat des chefs (Leader of the Pack)
3. La bourse et la vie (Whittaker Our Way Out)
4. Le premier rôle (The Bollywood Con)
5. Le cheveu de la reine (Royal Scoop)
6. Association de bienfaiteurs (The Ghost)

## Quatrième saison (2007)
1. Le magicien d'Hollywood (As One Flew Out the Cuckoo's Nest, One Flew In)
2. Cinq contre un (Signing Up to Wealth)
3. Pile ou face (Getting Even)
4. Tenue correcte exigée (A Designer's Paradise)
5. Le prix de l'honneur (Conning the Artists)
6. Des vacances agitées (Big Daddy Calling)

## Cinquième saison (2009)
1. Double jeu (Return of the Prodigal)
2. Attention peinture fraiche (New Recruits)
3. Justice post mortem (Lest Ye Be Judged)
4. Coup de collier (Diamond Seeker)
5. Espèce menacée (Politics)
6. La revanche d'un pigeon (The Road Less Traveled)

## Sixième saison (2010)
1. Titre français inconnu (And This Little Piggy Had Money)
2. Titre français inconnu (The Thieving Mistake)
3. Titre français inconnu (Tiger Troubles)
4. Titre français inconnu (Father of the Jewels)
5. Titre français inconnu (Conned Out Of Luck)
6. Titre français inconnu (The Hust Heist)

## Septième saison (2011)
1. Titre français inconnu (As Good as it Gets)
2. Titre français inconnu (Old Sparks Come New)
3. Titre français inconnu (Clearance From A Deal)
4. Titre français inconnu (Benny's Funeral)
5. Titre français inconnu (The Fall of Railton FC)
6. Titre français inconnu (The Delivery)

## Huitième saison (2012)
1. Titre français inconnu (Gold Finger)
2. Titre français inconnu (Picasso Finger Painting)
3. Titre français inconnu (Curiosity Caught the Kat)
4. Titre français inconnu (Eat Yourself Slender)
5. Titre français inconnu (Ding Dong That's my Song)
6. Titre français inconnu (The Con is Off)